# Carl Christensen (direktør)
 Der er flere personer med dette navn, se Carl Christensen.
Carl Christensen (12. juni 1899 i Aarhus – 11. december 1984) var en dansk virksomhedsgrundlægger og direktør.
Han var søn af købmand Anders Christensen (død 1937) og hustru Marie f. Søndergaard (død 1939), blev uddannet i firmaet Tvermoes & Abrahamson og etablerede i 1927 egen virksomhed, Aktieselskabet Carl Christensen eller C.A.C., der importerede auto-resoervedele og drev fabrikker for renoverede auto-komponenter i Aarhus. Virksomheden blev etableret i små lokaler på Kystvejen i Aarhus, hvor der blev monteret Ford-dele på de nøgne Ford-chassiser, der ankom fra USA. Bilerne kom uden batterier, speedometer og lignende, og det blev Carl Christensens opgave at få færdiggjort bilerne. Da lokalerne på Kystvejen efterhånden blev for små i forbindelse med virksomhedens vækst, flyttede CAC til Park Allé, hvor Carl Christensen indrettede Danmarks første motorrenoveringsværksted. Herefter blev fabrikanten kendt som "Cylinder-Carl". Virksomheden blev udvidet med filialer i København 1929, i Odense 1950 og i Aalborg 1956. Han var direktør i og formand i bestyrelsen for A/S Carl Christensen, A/S C.E. Pasborg, Aarhus og A/S Dansk Cylinder Service, Kolding.
Carl Christensen var også Ridder af 1. grad af Dannebrog, formand for tilsynsrådet for Handelsbanken i Aarhus 1942-72, for bestyrelsen for købstadmuseet Den Gamle By, medlem af Universitets-Samvirket, Aarhus, af bestyrelsen for Aarhus Oliefabrik A/S og Herregårdsmuseet Gammel Estrup. I 1967 stiftede han CAC Fonden, som ejer virksomheden CAC og støtter kunst og kultur.
Gift 20. november 1923 med Anna Johanne Høyer (12. april 1902 i Kolding -), datter af prokurist Vilhelm Høyer (død 1921) og hustru Johanne f. Carstensen (død 1961).